# Phyllanthus carunculatus
Phyllanthus carunculatus är en emblikaväxtart som beskrevs av Jean F.Brunel. Phyllanthus carunculatus ingår i släktet Phyllanthus och familjen emblikaväxter.
Artens utbredningsområde är Kongo-Kinshasa. Inga underarter finns listade i Catalogue of Life.